# 福岡太陽宮
福岡太陽宮（福岡太陽宮酒店及大廳，日语：?）是日本福岡縣福岡市博多區的活動中心及複合設施，於1981年5月1日開幕，會場可作為交響樂團演奏、芭蕾、戲劇等的表演場地。

## 簡介
福岡太陽宮鄰近博多港、福岡國際中心（福岡国際センター）、福岡國際會議場（福岡国際会議場）及博多港國際碼頭等等，內設婚禮殿堂。韓國女子音樂組合T-ara曾在福岡太陽宮舉行《T-ARA JAPAN TOUR 2013 ～Treasure Box～》演唱會。

## 設施
- 大廳部分（大ホール），有2316個座位（一樓1468個座位、二樓360個座位，三樓488個座位，6個輪椅位）。
- 舞台部分面積，917平方米。
- 觀眾座位部分面積，一樓1,106平方米，二樓294平方米，三樓429平方米。

## 外部連結
- 福岡太陽宮官方網頁 （页面存档备份，存于）